# In Waves (Jamie xx)
In Waves è il secondo album in studio del produttore discografico inglese Jamie xx, pubblicato il 20 settembre 2024 da Young.

## Tracce
1. Wanna – 2:15
2. Treat Each Other Right – 4:00
3. Waited All Night (featuring Romy & Oliver Sim) – 3:28
4. Baddy on the Floor (featuring Honey Dijon) – 3:42
5. Dafodil (featuring Kelsey Lu, John Glacier & Panda Bear) – 3:32
6. Still Summer – 3:25
7. Life (with Robyn) – 3:22
8. The Feeling I Get from You – 3:42
9. Breather – 6:16
10. All You Children (featuring the Avalanches) – 4:14
11. Every Single Weekend (Interlude) – 1:11
12. Falling Together (featuring Oona Doherty) – 5:37

Traccia Bonus Edizione Giapponese
1. It's So Good – 4:39

Tracce Bonus Deluxe 3×LP
1. F U (featuring Erykah Badu) – 3:34
2. It's So Good – 4:39
3. Do Something – 2:20
4. Let's Do It Again – 7:19
5. Kill Dem – 3:43

## Classifiche
| Classifica (2024) | Posizione massima |
| ----------------- | ----------------- |
| Regno Unito       | 5                 |